# Тарасівський (ландшафтний заказник)
Тарасівський — ландшафтний заказник місцевого значення.
Об'єкт розташований на території Краматорського району Донецької області, на території Іллінівської сільської громади.
Природна територія загальною площею 75 га, балка, що вкрита степовою рослинністю та лісовими насадженнями з виходами на поверхню кристалічних порід.
На території посаджений лісовий масив у колишньому маєтку "Водяне" дворянина Адольфа Юліановича Рафальського, який займався лісорозведенням. Площа лісу на 1901 рік становила 16 десятин. Щорічно вона зростала до 2 десятин.
Основні сорти дерев складали акація біла, берест, клен, ясен простий та американський, дуб. На нижчих місцях висаджувалися верба, тополя, вільха, береза, іноді горіх чорний чи віргінський.
У маєтку був свій розплідник лісових та декоративних дерев.
Статус отриманий 2018 року.
Природна балка, що впадає до річки Бичок — лівої притоки річки Кривий Торець зі штучними лісонасадженнями та відслоненнями кристалічних порід